# LADY BOOGIE
「LADY BOOGIE」（レディ・ブギ）は、1993年1月にリリースされた中村あゆみの19枚目のシングルである。
規格品番はHBDL-1029。

## 解説
- 表題曲はTBS系『世界・ふしぎ発見!』の26代目エンディングテーマ。
- 表題曲の歌い出しが、過去のシングル曲「It's All right」と同じ発音（綴りは異なる）だが、「It's All right」とは別の曲である。
- 歌番組などのメディアで披露した際、サビ（2番除く）終了時の、歌詞にも載らない意味のない掛け声が「パンツ丸見え」に聴こえるとよく指摘をされていた。
- カップリング曲の「Tears of Diamonds」は日本火災のCMイメージソング。

## 収録曲
1. LADY BOOGIE
  - 作詞／作曲:中村あゆみ／編曲:鎌田ジョージ
2. Tears of Diamonds
  - 作詞／作曲:中村あゆみ／編曲:竹田元

## 収録作品
- LADY BOOGIE
  - DREAMS
  - Decade-Ayumi Live-<Live Version>
  - BEST COLLECTION HUMMING BIRD YEARS '84-'93
- Tears of Diamonds
  - HEART of DIAMONDS II
  - BEST COLLECTION HUMMING BIRD YEARS '84-'93